# Kabupaten Gayo Lues
Kabupaten Gayo Lues es una de las Regencias o Municipios (kabupaten) localizado en la provincia de Aceh en Indonesia. El gobierno local del kabupaten y la capital se encuentra en la ciudad de Blangkejeren. Este kabupaten tiene su origen en la escisión del antiguo Kabupaten Aceh Tenggara de donde tomó el 57 por ciento del área.
El kabupaten de Gayo Lues comprende una superficie de 5.719 km² y ocupa parte del norte de la isla de Sumatra. La población se estima en unos 31.184 habitantes.
El kabupaten se divide a su vez en 11 Kecamatan, 97 Kelurahan / Desa.

## Lista de Kecamatan
1. Blang Kejeren
2. Kuta Panjang
3. Pining
4. Rikit Gaib
5. Terangon
6. Putri Betung
7. Blang Pegayon
8. Debun Gelang
9. Blang Jerango
10. Tripe Jaya
11. Pantan Cuaca

## Enlaces
- Website de la provincia de Aceh (en indonesio)

- Datos: Q5666
- Multimedia: Gayo Lues Regency / Q5666